# داريل غوردون
داريل غوردون (بالإنجليزية: Darryl Gordon)‏ (17 مارس 1989 بميامي في الولايات المتحدة - ) هو لاعب كرة قدم أمريكي في مركز الدفاع. لعب مع ميامي يونايتد وOrlando City U-23 ‏ وFort Lauderdale Strikers (2006–2016) ‏.

## وصلات خارجية
- داريل غوردون على موقع قاعدة بيانات كرة القدم.إي يو (الإنجليزية)